# Adolf Pohl (Bildhauer)

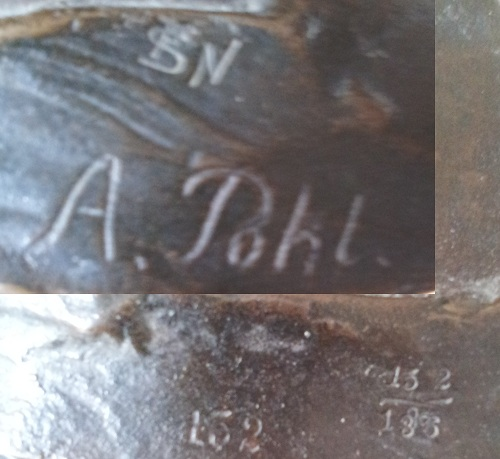
Signatur A.Pohl

Adolf Josef Pohl (* 27. April 1872 in Wien; † 25. Juli 1930 in Bad Deutsch-Altenburg) war ein österreichischer Bildhauer und Kunstgewerbler.

## Leben
Pohl war zunächst Schüler der Wiener Kunstgewerbeschule, danach studierte er an der Akademie der bildenden Künste bei Edmund von Hellmer und Caspar von Zumbusch. In seiner künstlerischen Laufbahn arbeitete Pohl hauptsächlich an modernen Gebrauchsgegenständen wir Vasen, Leuchtern, Schalen und Spiegeln in Bronze, wobei er diese Kunstgegenstände immer in verschiedenen Materialien herstellte. Seine Werke wurden im Wiener Künstlerhaus, in Prag, Sankt Petersburg, Moskau und Berlin ausgestellt. Für seine Arbeiten wurde er 1900 in Paris mit einer Bronzemedaille ausgezeichnet.
Während des Ersten Weltkriegs war er Einjährig-Freiwilliger Soldat beim Feldjäger-Bataillon Nr. 21 der k.u.k.-Armee. Am 13. Juni 1916 suchte der akademische Bildhauer um Aufnahme in die Kunstgruppe des k.u.k. Kriegspressequartiers an. Er begründete seine Aufnahme u. a. mit seiner Mitgliedschaft in der Genossenschaft der bildenden Künstler Wiens und verwies dabei auch auf seine berühmten Lehrer. Seinem Aufnahmegesuch wurde jedoch nicht stattgegeben.

## Werke (Auszug)
| - Statuette Sitzender Frauenakt, 1910, Bronze patiniert, montiert auf Steinsockel, Höhe 25,3 cm - Inschrifttafel Gefechtsorte des Feldjägerbataillons Nr. 21, 1918, Bronzeguss, 28 × 0,70 × 37 cm, Heeresgeschichtliches Museum, Wien - Statuette Amazone auf ihrem stürmenden Pferd, Bronze, Höhe 56 cm - Porträtbüste eines unbekannten Mannes, 1920, Bronze auf Marmorsockel - Statuette Rufender Mann mit Stock, Bronze - Grabmal Fritz Chwalla (gest. 1913), Wien, Friedhof Hietzing - Kinderfiguren an den Nebentreppen des Julius-Tandler-Familienzentrums in Wien-Alsergrund - Uhrtürmchen am Hauptplatz von Deutsch Altenburg |